# Berg (gmina Linköping)
Berg – miejscowość (tätort) w Szwecji, w regionie administracyjnym (län) Östergötland (gmina Linköping).
W 2015 roku Berg liczył 1307 mieszkańców.

## Położenie
Położona w prowincji historycznej (landskap) Östergötland, ok. 10 km na północny zachód od centrum Linköping przy Kanale Gotyjskim (Göta kanal) łączącym się z jeziorem Roxen.
W Berg znajdują się tzw. Bergs slussar – układ kilku śluz na Kanale Gotyjskim. Na południowych obrzeżach miejscowości znajduje się kościół klasztorny Vreta i ruiny kompleksu klasztornego Vreta.

## Demografia
Liczba ludności tätortu Berg w latach 1960–2015: